# Habertshof
Auf dem Habertshof bei Schlüchtern-Elm bestand von 1919 bis 1933 eine evangelisch-religiöse Landkommune, die anfangs auf Gemeineigentum basierte.
Der Gründer war der jugendbewegte, vegetarische Gärtner Max Zink, der Vater von Jörg Zink. Die finanzielle Lage entwickelte sich so ungünstig, dass 1922 die Neuwerk-Bewegung mit dem evangelischen Pfarrer Emil Blum den Hof übernahm. Dieser betrieb die Gründung einer Landvolkshochschule auf dem Hof, die zunehmend zum Hauptgeschäft wurde. 1925 verließ Zink den Ort, womit der gemeinwirtschaftliche Zug immer mehr verlorenging. Blum und seine Schule wollten evangelisch sein und zugleich der sozialistischen Arbeiterbewegung nahestehen. Deswegen wurden vorwiegend proletarische Kinder aufgenommen. In der Weltwirtschaftskrise brach die wirtschaftliche Basis weg, Blum ging Ende 1931 weg, nun wurden hier freiwillige Arbeitslager abgehalten sowie Führungskader für den Arbeitsdienst ausgebildet. Schließlich wurde der Hof 1933 zwangsenteignet. In Schlüchtern fand noch 1933 das letzte Pfingsttreffen der Neuwerk-Bewegung statt.